# Čchiou Čcheng-tung
Čchiou Čcheng-tung (čín. 丘成桐; pinyin Qiu Chéngtóng; ang. Shing-Tung Yau; * 4. dubna 1949, Šan-tchou, provincie Kuang-tung, Čína) je čínský matematik žijící a působící v USA. V současnosti působí jako profesor na Harvardově univerzitě. Je známý zejména díky své práci v oblasti diferenciální geometrie. Jeho práce vedla k objevu tzv. Calabiho-Čhiouovy variety, která hraje důležitou roli zejména ve fyzikálně-kosmologické teorii superstrun. Zabývá se i diferenciálními rovnicemi, topologií a obecnou teorií relativity. Je nositelem velkého množství vědeckých ocenění, v roce 1982 získal Fieldsovu medaili, v roce 2010 pak Wolfovu cenu za matematiku.